# Second (Baroness)
Second è un EP dei Baroness pubblicato nel 2005.

## Tracce
1. Red Sky – 5:44
2. Son of Sun – 7:04
3. Vision – 7:32

## Formazione
- John Baizley - voce, chitarra
- Allen Blickle - batteria
- Tim Loose - chitarra
- Summer Welch - basso